# Metirozin
Metirozin (α-Metiltirozin, Metirozin, AMPT) je antihipertenzivni lek. On inhibira enzim tirozinska hidroksilaza i, stoga sintezu kateholamina. Posledica toga je snižavanje nivoa kateholamina dopamina, adrenalina i noradrenalina u telu.

## Clinical use
Metirozin je korišten u tretmanu feohromocitoma.
On se relativno retko koristi kao lek i prvenstveno nalazi primenu u naučnim istraživanjima čiji je cilj utvrđivanje uticaja iscrpljivanja kateholamina na ponašanje.